# Landhuis Rooi Catootje
Landhuis Rooi Catootje is een voormalig plantagehuis in het oosten van Willemstad (Curaçao), aan de Schottegatweg Oost. Het is de thuisbasis van het Mongui Maduro Museum.

## De plantage
Op plantage Rooi Catootje werden gewassen als kokos, papaja, tamarinde en limoenen verbouwd en veeteelt bedreven. Hij had een oppervlakte van bijna dertig hectare. Oorspronkelijk heette hij 'Rust en Vree'. Rond 1830 veranderde deze naam in Roi Catochi / Rooi Catootje, ontleend aan een nabij gelegen waterafvoer: een rooi of rooij is een drainagesysteem voor regenwater.

## Het landhuis

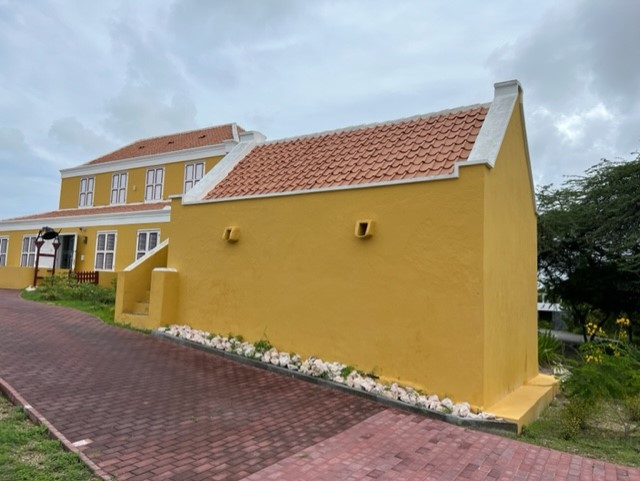
De waterbak

Landhuis Rooi Catootje wordt beschouwd als een voorbeeld bij uitstek van de typische architectuur van een Curaçaos plantagehuis. Het is op een heuvel gebouwd om zo veel mogelijk te profiteren van de wind. Ook staat het voor de veiligheid binnen het zicht van ten minste twee andere landhuizen. Voor bewoners als Monchi Maduro, die als cargadoor betrokken was bij de scheepvaart, was het van belang dat de semafoor van Fort Nassau vanaf het terras zichtbaar was, waardoor hij de schepen die de haven in- en uitvoeren kon volgen.
Het rechthoekige centrale gebouw heeft twee verdiepingen en een schilddak met rode dakpannen. Op de begane grond is rondom een gesloten galerij met een lessenaarsdak en aan drie zijden een terras. De waterbak heeft een tuitgevel. Tussen het landhuis en de waterbak loopt een gootboog.
Voor het landhuis hangt een zogenaamde plantagebel, die werd gebruikt om werknemers te laten weten dat de werkdag gestart of geëindigd was. In tegenstelling tot andere beweringen is deze bel nooit een slavenbel geweest, hij is na de afschaffing van de slavernij gefabriceerd.

## Geschiedenis
Het landhuis was oorspronkelijk als plantagehuis in gebruik. Als gevolg van enkele zeer droge jaren boette de plantage aan belang in en werd het landhuis gebruikt als buitenverblijf. Rond 1735 werd de kern van het huidige landhuis gebouwd. Sinds 1853 is het in eigendom van de familie Maduro. Salomon Elias Levy (Monchi) Maduro schonk het aan zijn vrouw Rebecca Curiel, inclusief de inboedel en dertien tot slaaf gemaakten. Hij bouwde een verdieping op de oorspronkelijke kern. Hun kleinzoon Mongui Maduro was een verwoed verzamelaar van antilleana en judaïca. Het was zijn wens dat zijn waardevolle bezittingen na zijn dood toegankelijk gemaakt zouden worden voor het publiek. Zijn dochter Ena Dankmeijer-Maduro richtte daartoe in 1974 de Stichting Mongui Maduro op, voor het behoud van haar vaders collectie en van landgoed Rooi Catootje, het antiek en andere artefacten.
In het landhuis is het Mongui Maduro Museum gevestigd. In 2010 verrees naast het landhuis een nieuwe vleugel met veel glas om de bibliotheek beter te kunnen conserveren en openstellen voor onderzoekers. Op 25 januari 2024 kreeg Stichting Mongui Maduro de Ernest Jacky Voges Monument Award voor de restauratie van Landhuis Rooi Catootje. Deze prijs is ingesteld door Stichting Monumentenzorg Curaçao.
De hofi (tuin) fungeert als een waterbeheersysteem en is uitgerust met drie dammen. In de hofi staan veel mangobomen en palmen. Het kunukuhuis vertelt het verhaal over de architectuur en agricultuur van de plantage. Het badhuis toont een ingenieuze manier van leven zonder waterleiding.
In 1954 speelde Landhuis Rooi Catootje een rol tijdens de zogenaamde Rondetafelconferenties die leidden tot het Statuut voor het Koninkrijk der Nederlanden. De tafel waaraan deze gesprekken plaatsvonden staat nog altijd in het landhuis.